# Station Korzystno
Station Korzystno was een spoorweghalte in de Poolse plaats Korzystno.